# Kłodnica
Kłodnica (Duits: Klodnitz) is sinds 1975 door de fusie van de plaatsen Koźle, Kędzierzyn en Sławięcice een stadsdeel van de stad Kędzierzyn-Koźle (Kandrzin-Cosel) in het Poolse woiwodschap Opole. Tot 1945 was Kłodnica Duits grondgebied en in de perioden 1946 - 1954 en 1973 - 1975 een zelstandige Poolse gemeente.

## Kanaal
In de jaren 1792-1812 werd het Kłodnicki kanaal aangelegd op initiatief van Koning Frederik Willem II van Pruisen met een lengte van ca. 46 Km om de economische ontwikkeling in het gebied te stimuleren en verbindt Koźle met Gliwice en de rivier de Oder

## Demografie
| Jaartal | Aantal inwoners |
| ------- | --------------- |
| 1845    | 1.217           |
| 1855    | 1.377           |
| 1861    | 1.505           |
| 1910    | 3.736           |
| 1939    | 4.943           |
| 1950 ¹  | 3.340           |
| 1960    | 3.677           |
| 1970    | 4.500           |
| 2005    | 1.810           |

(¹ Inmiddels onder Pools bestuur)

## Verkeer en vervoer
- Station Kłodnica